# 萊斯利 (密西根州)
萊斯利（英語：Leslie）是一個位於美國密西根州英厄姆縣的城市。

## 人口
根據2020年美國人口普查的數據，萊斯利的面積為3.33平方千米，當中陸地面積為3.33平方千米，而水域面積為0.00平方千米。當地共有人口1927人，而人口密度為每平方千米579人。